# Riber

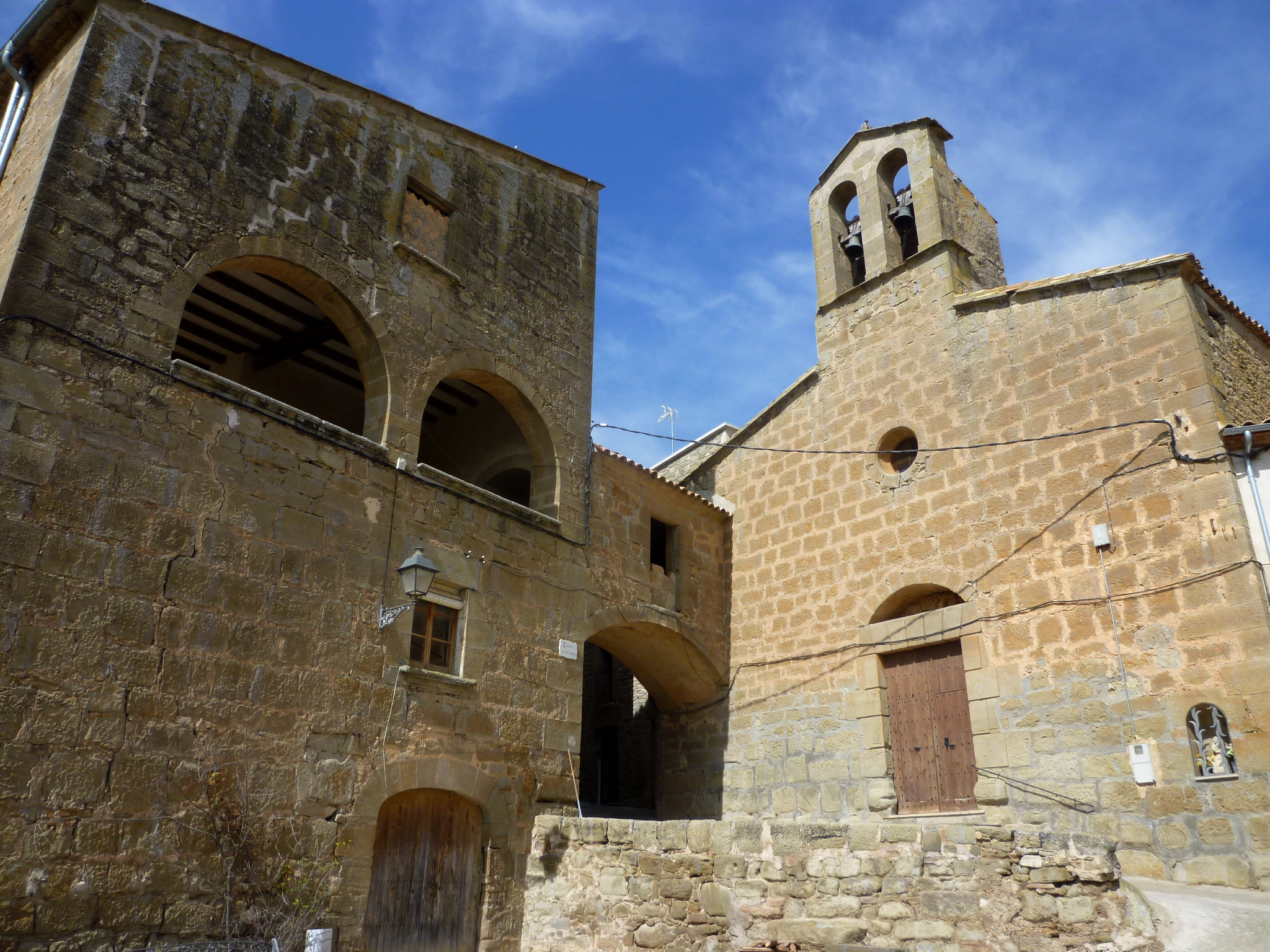
En la derecha, la iglesia de Santa Anna de Riber.

Riber es un pueblo de la provincia de Lérida (España), en el municipio de Torreflor. Se encuentra en la comarca de la Segarra, a 7 km de Guisona y 8 de Cervera (70 de Lérida y 107 de Barcelona).
Riber es un pequeño pueblo de apenas 10 habitantes  que se encuentra a medio camino entre Cervera y Guisona, los dos municipios más importantes de la comarca, en la carretera que va de Pallargues a San Ramón y, más concretamente, en el tramo entre Concabella y Tarroja. Riber está bañado por el pequeño río Sió, que sirve de regadío para los huertos de los vecinos del pueblo.
La patrona de Riber es Santa Anna, que ejerce además de referencia: la Festa Major del pueblo es en Santa Anna, 26 de julio; la calle más importante, y que desemboca en una plaza, es la de Santa Anna, y la iglesia también es la de Santa Anna.
Riber cuenta con apenas media decena de calles y un par de plazas. Como sitios de interés turístico se puede encontrar la iglesia de Santa Anna y la casa señorial Can Solsona/Alió. Las principales casas del pueblo son Cal Navés, Cal Jaume, Cal Sellerés, Cal Sàrries, Cal Quaresma, Ca l'Alió, Cal Vigons, Cal Sintet, Cal Virgo, Cal Ton, Ca l'Elvira, Cal Comalada, Cal Sila, Cal Mestre (demolida), Cala Francisqueta, Cal Joano i Ca l'Hostal.
Junto a Riber se encuentra Sedó, algo más grande. La proximidad ha hecho que a lo largo de la historia se hayan creado numerosos vínculos entre las gentes de ambos pueblos, que comparten fiestas como la de Santesmases.
Se hizo conocido en Argentina por homonimia debido al descenso de categoría en 2011 del Club Atlético River Plate.